# English breakfast tea

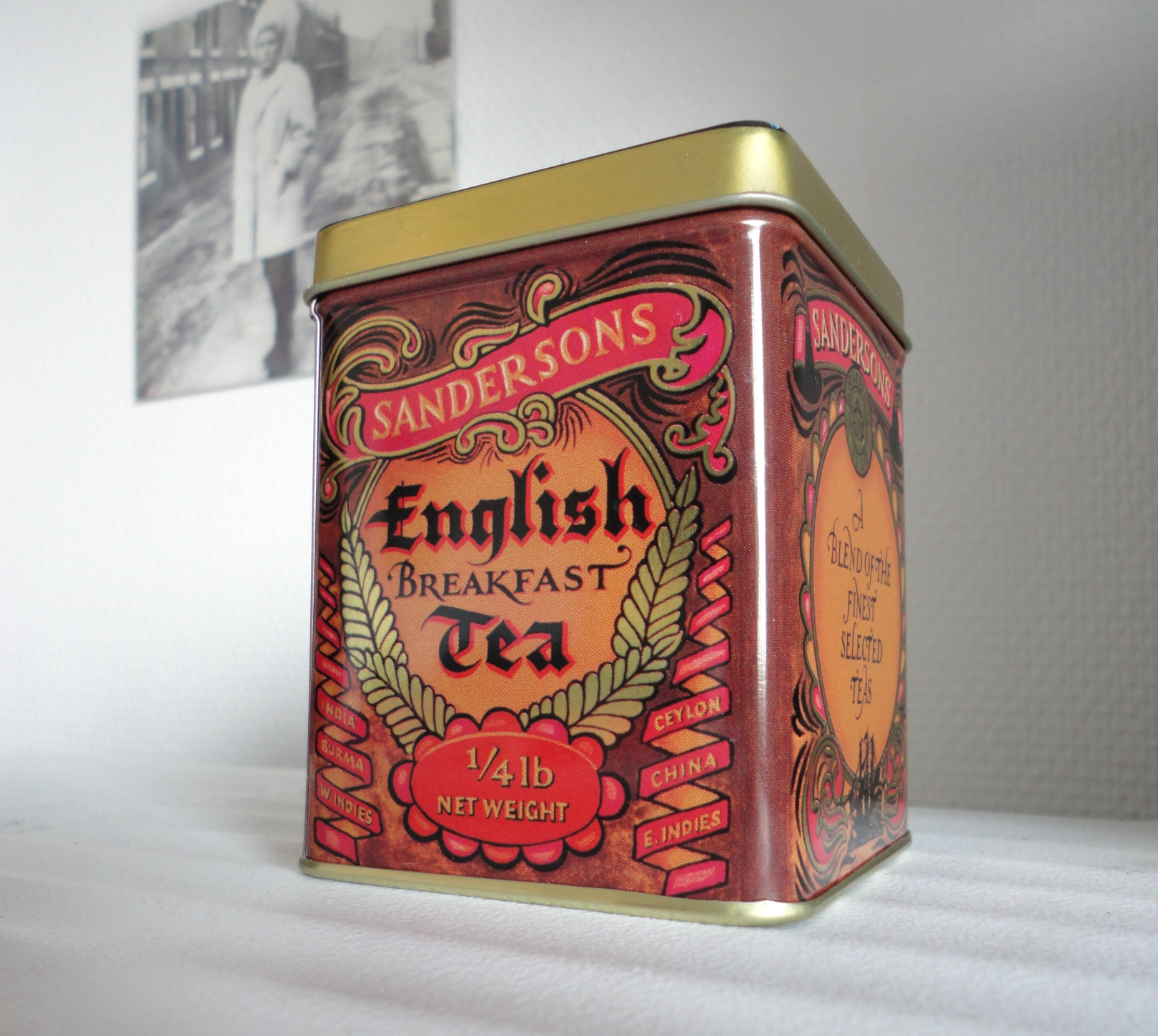
Té English breakfast en lata, presentación popular en el extranjero o como regalo.

El té English breakfast (en español: desayuno inglés) es una combinación (blend) de té negro, usualmente descrito como con cuerpo, robusto y rico, y suele ir bien con leche y azúcar, en un estilo tradicionalmente asociado con un sustancial desayuno inglés.

## Descripción

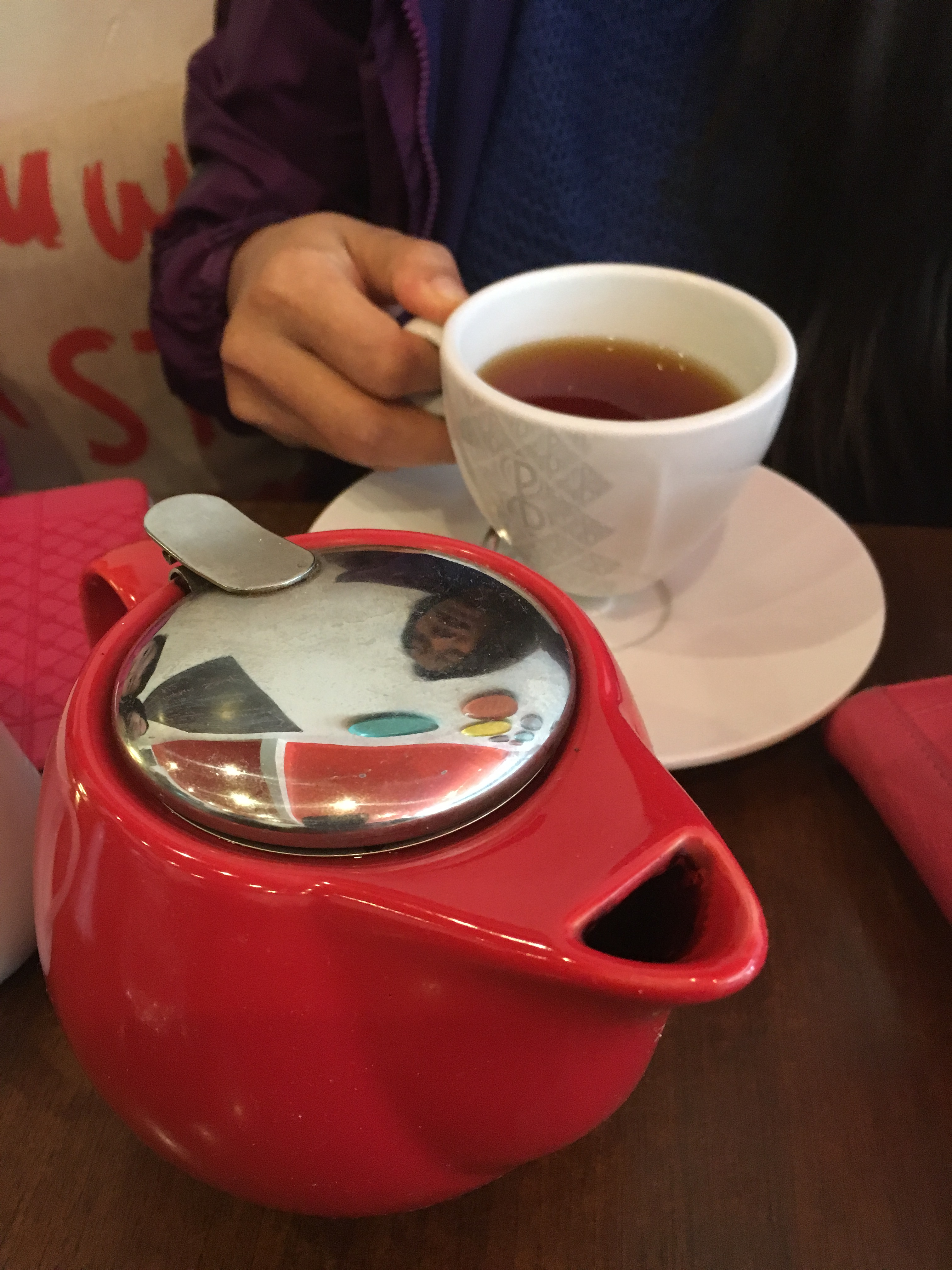
Taza de té English breakfast en Australia

Es una mezcla (blend) tradicional de tés originarios de Assam, Ceilán y Kenia, con predominancia de estos tres, la mezcla puede variar, es ideal para asimilar un buen desayuno, e iniciar con vitalidad la jornada. Tiene un luminoso color ámbar rojizo y aroma penetrante. En boca es astringente, de marcados taninos, cuerpo robusto, bien estructurado, y notas de malta y roble.
De sabor seco e intenso, denota el gusto europeo por los tés con carácter. Puede beberse solo o con leche, acompañando desayunos y variados dulces o repostería. Su fortaleza y capacidad para estimular el metabolismo viene dada por su esencia de té matutino, por lo que resulta perfecto para consumir en el hogar o el trabajo a lo largo de toda la mañana.
Las marcas comunes de té de desayuno inglés incluyen Twinings, Dilmah, Taylors of Harrogate, Ahmad Tea, Tetley y PG Tips.

## Orígenes

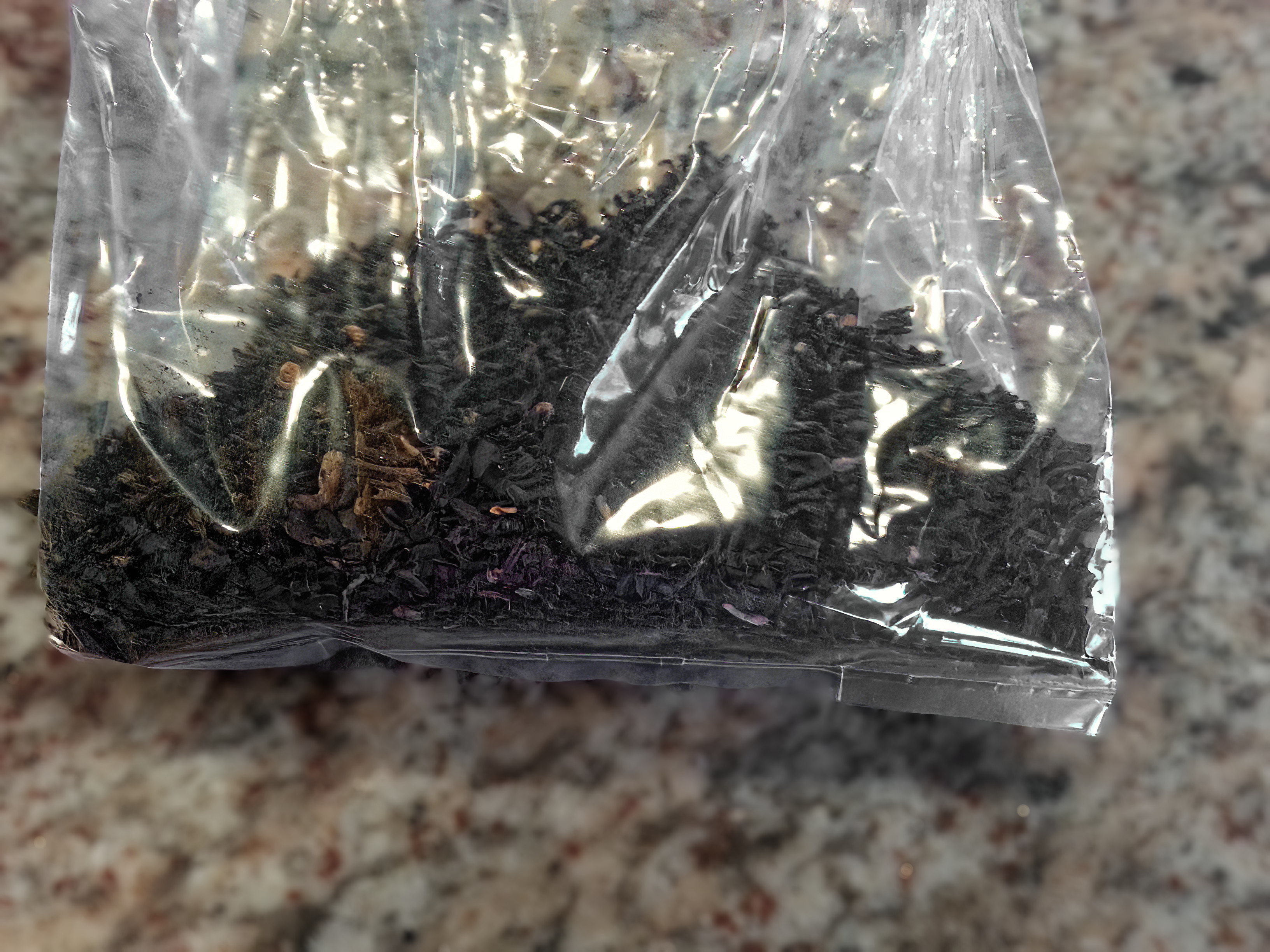
1 onza de té English breakfast

Sus orígenes varían. Beber una mezcla de tés negros para el desayuno es, de hecho, una costumbre británica de larga data. La práctica de referirse a tal mezcla como "té de desayuno inglés" parece haberse originado no en Inglaterra sino en Estados Unidos, ya en la época colonial. Una cuenta adicional (que hace referencia a un artículo del Periodo de Comercio de la época) data de la mezcla hasta 1843 y un comerciante de té llamado Richard Davies en la ciudad de Nueva York. Davies, un inmigrante inglés, comenzó con una base de Congou y agregó un poco de Pekoe y Pouchong. Se vendió a 50 centavos por libra, y su éxito llevó a los imitadores, lo que ayudó a popularizar el nombre. Una investigación para encontrar esta fuente no pudo localizarla, pero se encontró con una referencia anterior a la misma historia en la edición de 1876 del Daily Alta California, citando "una revista comercial de Nueva York" y data del origen hasta 1844. En la publicación estadounidense de 1884, se observó que "se sabe que los tés de Bohea se comercializan en este país como té" Desayuno inglés ", desde que se formó el envío básico a Inglaterra". Las cuentas de la aparición de la mezcla en el Reino Unido se originan en Escocia en 1892, donde inicialmente se la conoce simplemente como "té de desayuno". En parte, fue popularizado por la reina Victoria, después de haber regresado con un suministro después de probar el balón en Balmoral y más tarde se adquirió el prefijo "Inglés".